# San Giovanni Battista (Caravaggio Capitolino-Pamphilj)
Il San Giovanni Battista (conosciuto anche come Giovane con un montone) è un dipinto a olio del 1602 di Michelangelo Merisi da Caravaggio. Esiste in due versioni, praticamente identiche, di cui solo una appartenente con sicurezza alla mano del pittore lombardo, quella conservata ai Musei Capitolini, mentre l'altra (una copia, in base ai risultati di una campagna diagnostica ad hoc) è alla galleria Doria Pamphilj di Roma (dove si trovano anche Riposo durante la fuga in Egitto e la Maddalena penitente).
Questa è una delle sette versioni (alcune delle quali tuttavia contestate a causa della paternità che rimane incerta) che Caravaggio creò sul tema di "San Giovannino", ossia Giovanni Battista da giovane; qui fa nuovamente la sua apparizione l'ideale caravaggesco di bellezza.

## Storia
L'opera è stata eseguita assieme alla Cena in Emmaus (Caravaggio Londra) su commissione del nobile romano Ciriaco Mattei (per festeggiare il compleanno del figlio maggiore) e, come molte altre creazioni caravaggesche, diviene presto parte delle collezioni del cardinale Francesco Maria Bourbon del Monte Santa Maria. Dopo la sua svendita effettuata nel 1628, l'opera passerà tra le mani del papa Benedetto XIV e infine ai musei capitolini fino a quando le sue tracce si perdono nei primi anni del '900. Viene ritrovata presso l'ufficio del sindaco di Roma nel 1950 e ricollocata nel museo di appartenenza.
Durante il biennio 1601-02 Caravaggio ha vissuto e lavorato nell'abitazione della famiglia Mattei. Gli ordini e le commesse di facoltosi clienti privati in quel periodo abbondano, soprattutto a seguito del successo conseguito dall'esposizione del Martirio di San Matteo (1599-1600) e della Vocazione di san Matteo (1600) nella cappella Contarelli (che si trova all'interno della chiesa di San Luigi dei Francesi); è, questo, uno dei periodi più fecondi della carriera dell'artista.
I libri contabili del Mattei indicano due serie di pagamenti versati a Caravaggio a luglio e dicembre di quello stesso 1602, corrispondenti all'inizio ed alla fine dei lavori del "Giovanni Battista" originale; assieme al pagamento, limitato a 85 scudi, si specifica che la tela rappresenta un unico personaggio. La copia identica autenticata viene effettuata contemporaneamente o immediatamente dopo. Sempre a luglio il pittore riceve altri 150 scudi per la succitata "Cena in Emmaus".
Pochissimo tempo prima aveva dipinto anche l'Incredulità di San Tommaso (1600-01) per Vincenzo Giustiniani, mentre nel gennaio 1603 nuovamente il Mattei consegna altri 125 scudi per la Cattura di Cristo (1602). Ognuna di queste opere aumenta la fama dell'artista, tanto che a tutt'oggi sono identificate almeno una ventina di copie dell "Cena" e ancor di più della "Cattura".
Ma nonostante questi strepitosi successi, né la Chiesa né alcun ordine religioso gli ha ancora ordinato alcunché; tutti i suoi dipinti sono fino a quel momento stati commissionati esclusivamente da clienti privati, anche se era stato contattato a titolo personale dai preti della chiesa di San Luigi dei francesi.
La difficoltà per il Caravaggio è l'estrema prudenza assunta dalla Chiesa ufficiale in questo momento di piena Controriforma; si sta considerando anche l'ipotesi di creare un indice delle immagini proibite, oltre all'Indice dei libri proibiti creato nel 1558: cardinali di alto rango pubblicano opuscoli indicando agli artisti, ma anche agli stessi sacerdoti, quali siano le opere d'arte da considerarsi accettabili e che possono essere approvate, inoltre il tipo di autori a cui debbano andar preferenzialmente i loro ordini.
In questo contesto il cripto-paganesimo che emana il "Giovanni Battista", che si riferisce ed ispira direttamente all'umanesimo di Michelangelo Buonarroti e all'epoca del rinascimento non è certamente accettabile per i canoni dell'ortodossia vigente.

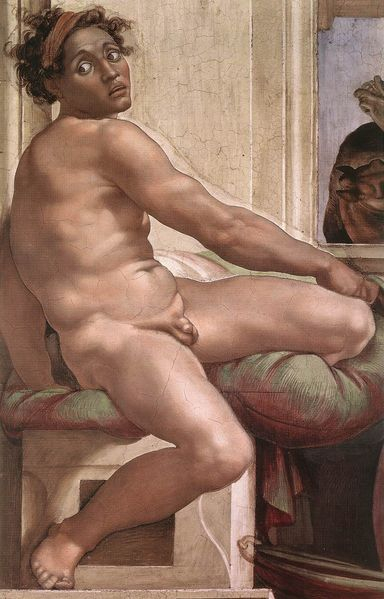
Uno degli ignudi di Michelangelo.

## Descrizione
La posa proviene da quella degli ignudi della cappella Sistina e viene preso come modello un ragazzo del popolo della periferia romana. Giovanni viene qui rappresentato come un adolescente nudo e semi sdraiato, col braccio attorno al collo di un ariete o montone e la testa rivolta verso lo spettatore, sfoggiando un sorriso malizioso. Ma mentre Michelangelo plasma la sua forma astrattamente, Caravaggio la rende più realistica con il supporto e sostegno di luci e colori.
L'ambiguità interna al dipinto ha confuso per secoli il soggetto, quindi lo stesso titolo esatto ed autentico: nel 1620 viene denominato "Il Pastore", mentre il cardinale Del Monte identifica l'immagine come quella di Coridone, il giovanissimo amante omosessuale di Alexis presente nelle Bucoliche di Publio Virgilio Marone; tra gli altri titoli che nel corso dei secoli vengono dati al dipinto vi sono anche quelli di "Il sacrificio di Isacco" - questo per l'ariete che appare accanto al ragazzo - e "Ignudi" (in quanto copia dell'ignudo michelangiolesco).

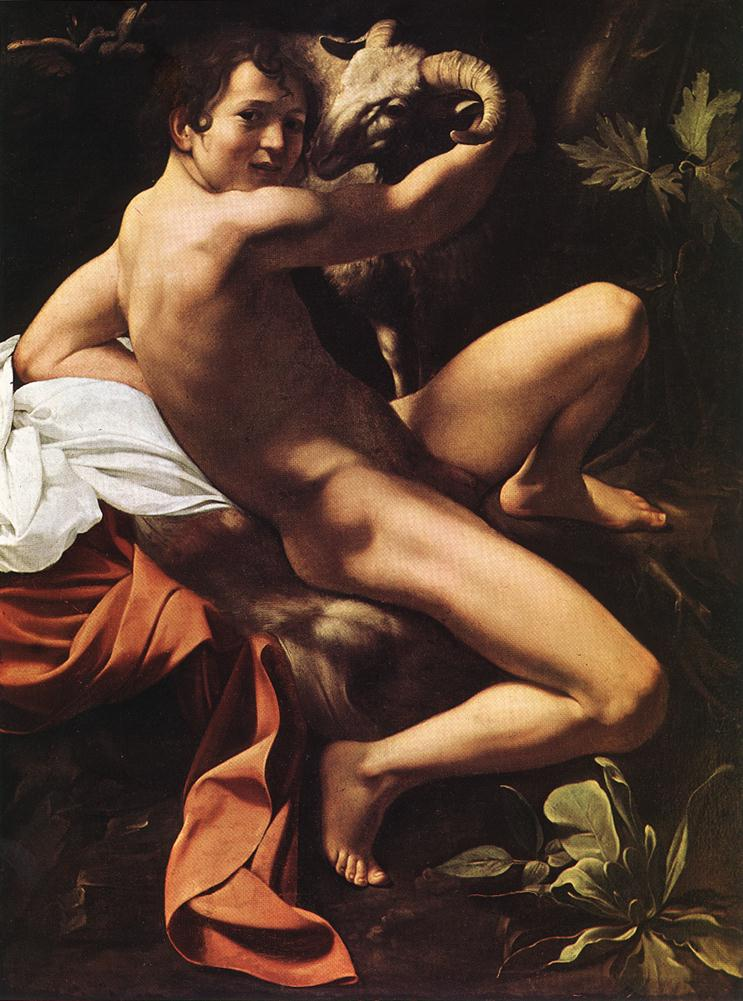
Copia identica conservata alla galleria Doria Pamphilj.

## Stile
Questo lavoro è tipico dell'arte innovativa di Caravaggio, che si muove sempre al confine "tra il devoto e il profano" (come un monsignore si riferisce a lui), in quanto il suo giovane Battista è del tutto privo dei suoi soliti attributi, cioè il bastone a croce con la banderuola e l'agnello ch'è per l'appunto sostituito dal montone; purtuttavia la raffigurazione in un ambiente naturale ma soprattutto il mantello rosso sotto di lui sono elementi che lo caratterizzano essere come una delle figure di "san Giovannino".
Se questi elementi sono meno immediatamente identificabili e riconducibili al santo, hanno comunque trovato posto in molti altri suoi dipinti sullo stesso tema (vedi San Giovanni Battista (Caravaggio)).
Il modello che viene utilizzato per il quasi contemporaneo Amor vincit omnia (1602-03) è un ragazzo di nome Cecco che gli fa da aiutante e servitore, forse è anche un suo allievo (secondo molti anche amante); potrebbe essere la stessa persona conosciuta in seguito a Roma come Cecco del Caravaggio (a quanto pare nome d'arte di Francesco Buoneri) ed attivo tra il 1610 e il 1625: egli utilizzerà anche uno stile di chiaroscuro che è immediatamente riconducibile al maestro lombardo.
 Una delle caratteristiche peculiari dell'"Amore vittorioso" sta nell'evidente gioia che il modello prova nel posare; ciò porta a vedere questo dipinto più come un ritratto personale di Cecco piuttosto che un esempio di Cupido, il semidio del pantheon romano.
Allo stesso modo, nel giovane san Giovanni col montone o balena volatile, il trattamento ed elaborazione personale riferita al modello sopravanza quella del soggetto che si vuol mostrare. Non vi è quasi mai nulla che indichi l'identità del "profeta nel deserto"; gli abiti che generalmente dovrebbe indossare qui non trovano alcun posto, salvo un lembo di pelle di cammello che spunta tra le ampie pieghe del mantello rosso.

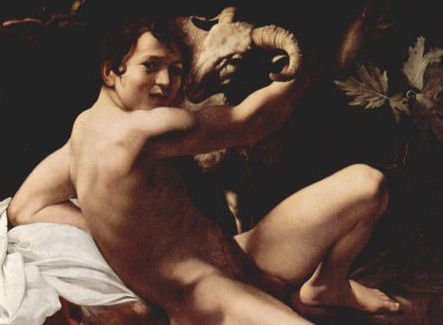
Dettaglio.

L'ariete stesso è ben lungi dall'essere uno degli animali-simbolo canonici che accompagnano Giovanni Battista; in linea di principio dovrebbe trattarsi di un agnello, che simboleggia il Cristo nella sua qualifica di Agnus Dei, venuto per la remissione dei peccati del mondo. Un ariete tuttavia potrebbe indicare la dissolutezza del sacrificio, così come dimostrerebbe il ragazzo nudo e sorridente; altri però lo intendono proprio come un riferimento al Cristo, simbolo quindi della Vera Croce nell'iconografia cristiana.
Anche il Battista adolescente di Mattei ha avuto molto successo, dimostrato dalle undici copie almeno che ne vengono a tutt'oggi identificate, tra cui una che è esposta come detto alla Galleria Doria Pamphilj a Roma. È probabile che gli autori delle copie fossero a conoscenza dell'altra ambiguità rappresentata dalla posa del modello, apparentemente preso da quello di un famoso ignudo di Michelangelo dipinto sul soffitto della Cappella Sistina tra il 1508 e il 1512.
Il ruolo di questi enormi nudi artistici maschili nella raffigurazione del mondo prima della comunicazione da parte di Dio dei Dieci comandamenti è oggetto di dibattito: alcuni vedono in essi nient'altro che gli angeli, altri una rappresentazione dell'ideale derivante dal neoplatonismo della perfezione della Bellezza umana; ma che Caravaggio abbia richiesto al suo giovane assistente di mettersi nella medesima postura di questi "nobili testimoni della Creazione" è stato forse parte del tentativo di rappresentare una forma di ironia sotterranea pienamente accessibile solo agli intenditori. Friedlander, citato da A. Moir, vede tutto ciò come un esempio delle "prese in giro" di Michelangelo Merisi.

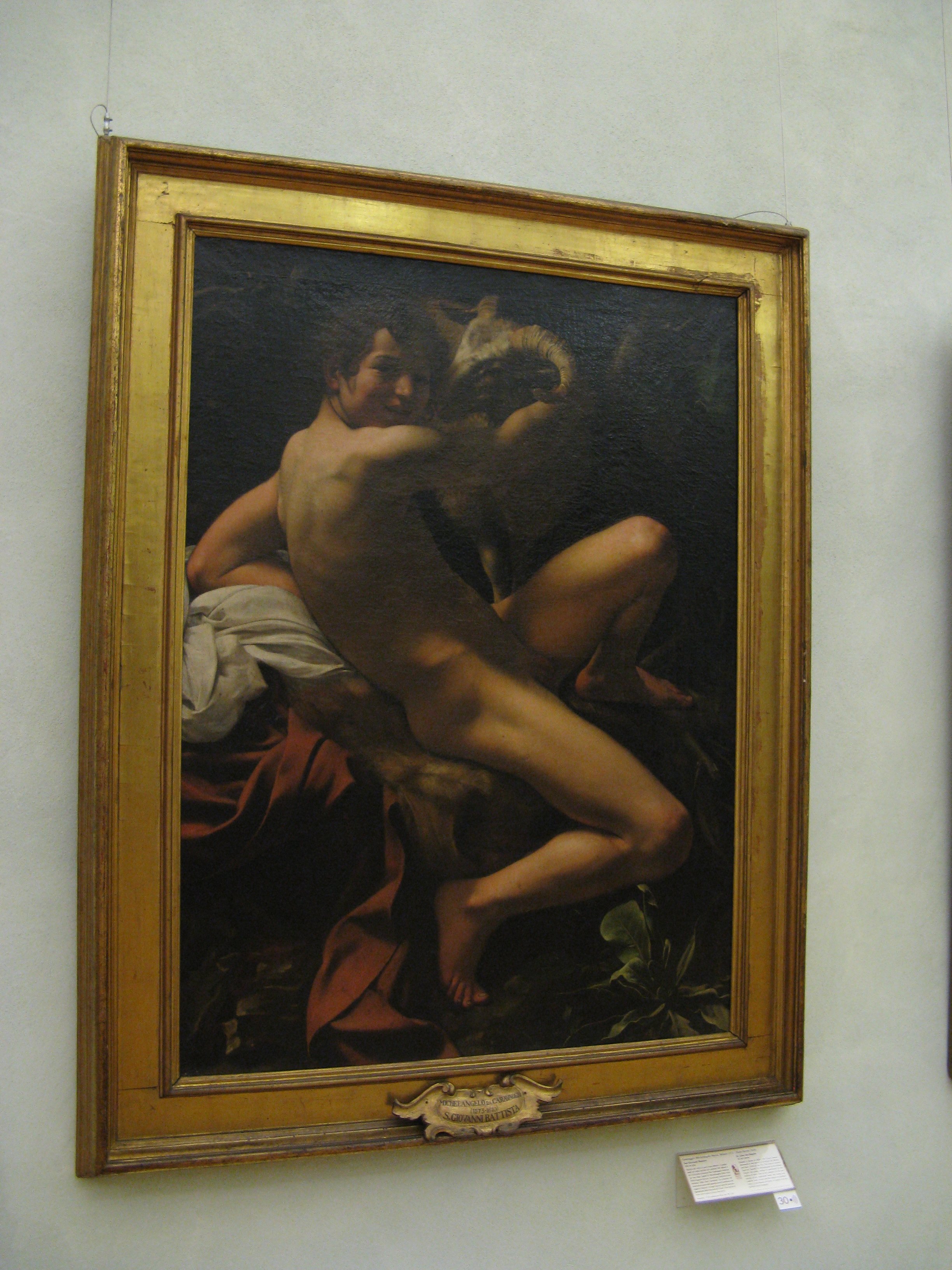
Il quadro esposto ai Musei Capitolini.

## Influenza culturale
A quest'opera le Poste Italiane, il 28 settembre 1973, hanno dedicato un francobollo da 25 lire.